# Liga Nacional de Baloncesto Profesional Femenil 2022
La Temporada 2022 de la LNBPF fue la primera edición de la Liga Nacional de Baloncesto Profesional Femenil en la que estuvieron participando las Adelitas de Chihuahua, Abejas de León Femenil, Plateras de Fresnillo, Astros de Guadalajara Femenil, Fuerza Regia de Monterrey Femenil, Libertadoras de Querétaro, Halcones de Xalapa Femenil  y Panteras de Aguascalientes Femenil.
Tras dos años de espera, el sábado 23 de abril del 2022 inicio la primera campaña de la Liga Nacional de Baloncesto Profesional Femenil con ocho equipos.
La temporada de esta liga se llevó a cabo del sábado 23 de abril al 17 de julio, donde la temporada regular fue de las fechas del 23 de abril al 11 de junio. Los playoffs se estuvieron jugando del 15 de junio al 17 de julio, en donde las semifinales de la zona se estuvieron jugando en un formato de ganar tres de cinco juegos los cuales se jugarán del 15 de junio al 24 de junio. 
Las finales de la zona en donde de igual forma se jugó con el formato de ganar tres de cinco encuentros, serán del 26 de junio al 6 de julio. La gran final se jugó del 9 de julio al 20, en donde aquí se modificó un poco el formato, pues fue a ganar cuatro de siete juegos. 

## Equipos
| Liga Nacional de Baloncesto Profesional de México 2022 |                            |                    |                     |               |                                          |           |
| Zona                                                   | Equipo                     | Entrenador         | Ciudad              | Miembro desde | Pabellón                                 | Capacidad |
| Norte                                                  | Adelitas de Chihuahua      | Sebastián Sucarrat | Chihuahua, CHIH     | 2022          | Gimnasio Manuel Bernardo Aguirre         | 9,162     |
| Norte                                                  | Fuerza Regia de Monterrey  | José Pidal         | Monterrey, NL       | 2022          | Gimnasio Nuevo León Unido                | 5,000     |
| Norte                                                  | Halcones de Xalapa         | Gustavo Quintero   | Xalapa, VER         | 2022          | Gimnasio Universitario "Nido del Halcón" | 2,638     |
| Norte                                                  | Plateras de Fresnillo      | Jesús Aragón       | Fresnillo, ZAC      | 2022          | Gimnasio Solidaridad                     | 4,500     |
| Sur                                                    | Abejas de León             | Jessica Elizondo   | León, GTO           | 2022          | Domo de la Feria                         | 4,463     |
| Sur                                                    | Astros de Jalisco          | Jonathan Villegas  | Guadalajara, JAL    | 2022          | Arena Astros                             | 3,509     |
| Sur                                                    | Libertadoras de Querétaro  | Sonia Ortega       | Querétaro, QRO      | 2022          | Auditorio Gral. José María Arteaga       | 2,982     |
| Sur                                                    | Panteras de Aguascalientes | Isabel Fernández   | Aguascalientes, AGS | 2022          | Auditorio Hermanos Carreón               | 3,000     |

## Temporada 2022

### Resultados
| Temporada 2022 | Temporada 2022 | Temporada 2022 | Temporada 2022                       | Temporada 2022 | Temporada 2022 |
| Local          | Resultado      | Visitante      | Gimnasio                             | Fecha          | Hora           |
| -------------- | -------------- | -------------- | ------------------------------------ | -------------- | -------------- |
| Fuerza Regia   | 76-86          | Adelitas       | Gimnasio Nuevo León Independiente    | 23 de abril    | 16:00          |
| Plateras       | 60-69          | Halcones       | Gimnasio Solidaridad Municipal       | 23 de abril    | 20:00          |
| Fuerza Regia   | 72-79          | Adelitas       | Gimnasio Nuevo León Independiente    | 24 de abril    | 16:00          |
| Plateras       | 76-65          | Halcones       | Gimnasio Solidaridad Municipal       | 24 de abril    | 18:00          |
| Panteras       | 77-71          | Abejas         | Auditorio Hermanos Carreón           | 26 de abril    | 20:30          |
| Panteras       | 78-71          | Abejas         | Auditorio Hermanos Carreón           | 27 de abril    | 19:00          |
| Adelitas       | 56-51          | Halcones       | Gimnasio Manuel Bernardo Aguirre     | 28 de abril    | 20:00          |
| Adelitas       | 74-57          | Halcones       | Gimnasio Manuel Bernardo Aguirre     | 29 de abril    | 20:00          |
| Libertadoras   | 63-53          | Abejas         | Auditorio General José María Arteaga | 30 de abril    | 20:30          |
| Libertadoras   | 83-67          | Abejas         | Auditorio General José María Arteaga | 1 de mayo      | 17:00          |
| Abejas         | 68-83          | Astros         | Domo de la Feria                     | 6 de mayo      | 19:15          |
| Halcones       | 83-89          | Fuerza Regia   | Gimnasio de la USBI                  | 6 de mayo      | 20:00          |
| Panteras       | 98-90          | Libertadoras   | Auditorio Hermanos Carreón           | 6 de mayo      | 20:30          |
| Abejas         | 70-90          | Astros         | Domo de la Feria                     | 7 de mayo      | 19:15          |
| Halcones       | 78-95          | Fuerza Regia   | Gimnasio de la USBI                  | 7 de mayo      | 19:15          |
| Plateras       | 53-78          | Adelitas       | Gimnasio Solidaridad Municipal       | 7 de mayo      | 20:00          |
| Panteras       | 101-79         | Libertadoras   | Auditorio Hermanos Carreón           | 7 de mayo      | 20:00          |
| Plateras       | 48-102         | Adelitas       | Gimnasio Solidaridad Municipal       | 8 de mayo      | 18:00          |
| Astros         | 83-77          | Panteras       | Arena Astros                         | 10 de mayo     | 20:00          |
| Abejas         | 74-78          | Fuerza Regia   | Domo de la Feria                     | 13 de mayo     | 19:15          |
| Libertadoras   | 85-73          | Plateras       | Auditorio General José María Arteaga | 13 de mayo     | 20:30          |
| Halcones       | 67-87          | Panteras       | Gimnasio de la USBI                  | 14 de mayo     | 19:00          |
| Abejas         | 65-78          | Fuerza Regia   | Domo de la Feria                     | 14 de mayo     | 19:15          |
| Libertadoras   | 97-65          | Plateras       | Auditorio General José María Arteaga | 14 de mayo     | 20:00          |
| Adelitas       | 62-58          | Astros         | Gimnasio Manuel Bernardo Aguirre     | 15 de mayo     | 18:00          |
| Halcones       | 72-65          | Panteras       | Gimnasio de la USBI                  | 15 de mayo     | 20:00          |
| Adelitas       | 74-71          | Astros         | Gimnasio Manuel Bernardo Aguirre     | 16 de mayo     | 20:00          |
| Fuerza Regia   | 95-66          | Plateras       | Gimnasio Nuevo León Independiente    | 18 de mayo     | 20:00          |
| Fuerza Regia   | 84-63          | Plateras       | Gimnasio Nuevo León Independiente    | 19 de mayo     | 20:00          |
| Libertadoras   | 84-78          | Panteras       | Auditorio General José María Arteaga | 20 de mayo     | 20:30          |
| Fuerza Regia   | 85-79          | Halcones       | Gimnasio Nuevo León Independiente    | 21 de mayo     | 16:00          |
| Astros         | 90-57          | Abejas         | Arena Astros                         | 21 de mayo     | 18:00          |
| Adelitas       | 78-57          | Plateras       | Gimnasio Manuel Bernardo Aguirre     | 21 de mayo     | 18:00          |
| Libertadoras   | 89-91          | Panteras       | Auditorio General José María Arteaga | 21 de mayo     | 20:00          |
| Astros         | 80-61          | Abejas         | Arena Astros                         | 22 de mayo     | 15:00          |
| Adelitas       | 100-57         | Plateras       | Gimnasio Manuel Bernardo Aguirre     | 22 de mayo     | 16:00          |
| Fuerza Regia   | 74-75          | Halcones       | Gimnasio Nuevo León Independiente    | 22 de mayo     | 16:00          |
| Plateras       | 86-81          | Libertadoras   | Gimnasio Solidaridad Municipal       | 26 de mayo     | 20:00          |
| Plateras       | 74-87          | Libertadoras   | Gimnasio Solidaridad Municipal       | 27 de mayo     | 20:00          |
| Fuerza Regia   | 99-69          | Abejas         | Gimnasio Nuevo León Independiente    | 28 de mayo     | 16:00          |
| Panteras       | 70-90          | Halcones       | Auditorio Hermanos Carreón           | 28 de mayo     | 20:30          |
| Astros         | 69-57          | Adelitas       | Arena Astros                         | 29 de mayo     | 15:00          |
| Fuerza Regia   | 100-79         | Abejas         | Gimnasio Nuevo León Independiente    | 29 de mayo     | 16:00          |
| Panteras       | 91-84          | Halcones       | Auditorio Hermanos Carreón           | 29 de mayo     | 20:30          |
| Astros         | 82-54          | Adelitas       | Arena Astros                         | 30 de mayo     | 20:00          |
| Astros         | 90-70          | Panteras       | Arena Astros                         | 1 de junio     | 20:00          |
| Adelitas       | 86-96          | Fuerza Regia   | Gimnasio Manuel Bernardo Aguirre     | 2 de junio     | 21:00          |
| Adelitas       | 67-79          | Fuerza Regia   | Gimnasio Manuel Bernardo Aguirre     | 3 de junio     | 20:00          |
| Halcones       | 86-75          | Plateras       | Gimnasio de la USBI                  | 3 de junio     | 20:00          |
| Libertadoras   | 100-71         | Astros         | Auditorio General José María Arteaga | 3 de junio     | 20:30          |
| Halcones       | 88-63          | Plateras       | Gimnasio de la USBI                  | 4 de junio     | 19:00          |
| Abejas         | 83-82          | Panteras       | Domo de la Feria                     | 4 de junio     | 19:15          |
| Libertadoras   | 74-69          | Astros         | Auditorio General José María Arteaga | 4 de junio     | 20:00          |
| Abejas         | 69-90          | Panteras       | Domo de la Feria                     | 5 de junio     | 19:15          |
| Astros         | 75-85          | Libertadoras   | Arena Astros                         | 6 de junio     | 20:00          |
| Astros         | 78-63          | Libertadoras   | Arena Astros                         | 7 de junio     | 15:00          |
| Halcones       | 71-87          | Adelitas       | Gimnasio de la USBI                  | 9 de junio     | 20:00          |
| Panteras       | 103-68         | Astros         | Auditorio Hermanos Carreón           | 10 de junio    | 20:00          |
| Abejas         | 84-94          | Libertadoras   | Domo de la Feria                     | 10 de junio    | 20:00          |
| Plateras       | 91-107         | Fuerza Regia   | Gimnasio Solidaridad Municipal       | 10 de junio    | 20:00          |
| Halcones       | 80-90          | Adelitas       | Gimnasio de la USBI                  | 10 de junio    | 20:00          |
| Abejas         | 73-90          | Libertadoras   | Domo de la Feria                     | 11 de junio    | 20:00          |
| Plateras       | 76-83          | Fuerza Regia   | Gimnasio Solidaridad Municipal       | 11 de junio    | 20:00          |
| Panteras       | 97-62          | Astros         | Auditorio Hermanos Carreón           | 11 de junio    | 20:00          |

### Clasificación
| Zona Norte |              |    |    |    |      |      |      |      |
| Posición   | Equipo       | JJ | JG | JP | PF   | PC   | DIF  | PTOS |
| 1          | Fuerza Regia | 16 | 13 | 3  | 1390 | 1216 | 174  | 29   |
| 2          | Adelitas     | 16 | 12 | 4  | 1230 | 1079 | 151  | 28   |
| 3          | Halcones     | 16 | 6  | 10 | 1190 | 1237 | -40  | 22   |
| 4          | Plateras     | 16 | 2  | 14 | 1083 | 1385 | -302 | 18   |

| Zona Sur |              |    |    |    |      |      |      |      |
| Posición | Equipo       | JJ | JG | JP | PF   | PC   | DIF  | PTOS |
| 1        | Libertadoras | 16 | 11 | 5  | 1346 | 1236 | 110  | 27   |
| 2        | Panteras     | 16 | 10 | 6  | 1355 | 1252 | 103  | 26   |
| 3        | Astros       | 16 | 9  | 7  | 1219 | 1172 | 47   | 25   |
| 4        | Abejas       | 16 | 1  | 15 | 1114 | 1357 | -243 | 17   |

- Actualizada al 11 de junio de 2022. [4]

### Playoffs
|  | Semifinales de Zona | Semifinales de Zona | Semifinales de Zona |          |   | Finales de Zona          | Finales de Zona          | Finales de Zona          |  |   | Final de la LNBP Femenil | Final de la LNBP Femenil | Final de la LNBP Femenil |  |
|  | 15 - 24 de junio    | 15 - 24 de junio    | 15 - 24 de junio    |          |   | 26 de junio - 6 de julio | 26 de junio - 6 de julio | 26 de junio - 6 de julio |  |   | 9 - 20 de julio          | 9 - 20 de julio          | 9 - 20 de julio          |  |
|  |                     |                     |                     |          |   |                          |                          |                          |  |   |                          |                          |                          |  |
|  |                     |                     |                     |          |   |                          |                          |                          |  |   |                          |                          |                          |  |
|  | 1                   | Fuerza Regia        | 3                   |          |   |                          |                          |                          |  |   |                          |                          |                          |  |
|  | 1                   | Fuerza Regia        | 3                   |          |   |                          |                          |                          |  |   |                          |                          |                          |  |
|  | 4                   | Plateras            | 0                   |          |   |                          |                          |                          |  |   |                          |                          |                          |  |
|  | 4                   | Plateras            | 0                   |          | 1 | Fuerza Regia             | 2                        |                          |  |   |                          |                          |                          |  |
|  | Zona Norte          |                     |                     |          | 1 | Fuerza Regia             | 2                        |                          |  |   |                          |                          |                          |  |
|  |                     |                     | 2                   | Adelitas | 3 |                          |                          |                          |  |   |                          |                          |                          |  |
|  | 2                   | Adelitas            | 2                   | Adelitas | 3 | 3                        |                          |                          |  |   |                          |                          |                          |  |
|  | 2                   | Adelitas            |                     |          |   |                          |                          |                          |  |   |                          |                          |                          |  |
|  | 3                   | Halcones            | 0                   |          |   |                          |                          |                          |  |   |                          |                          |                          |  |
|  | 3                   | Halcones            | 0                   |          |   |                          |                          |                          |  | 2 | Adelitas                 | 3                        |                          |  |
|  |                     |                     |                     |          |   |                          |                          |                          |  | 2 | Adelitas                 | 3                        |                          |  |
|  |                     |                     | 3                   | Astros   | 4 |                          |                          |                          |  |   |                          |                          |                          |  |
|  | 1                   | Libertadoras        | 3                   | Astros   | 4 | 3                        |                          |                          |  |   |                          |                          |                          |  |
|  | 1                   | Libertadoras        |                     |          |   |                          |                          |                          |  |   |                          |                          |                          |  |
|  | 4                   | Abejas              | 2                   |          |   |                          |                          |                          |  |   |                          |                          |                          |  |
|  | 4                   | Abejas              | 2                   |          | 1 | Libertadoras             | 1                        |                          |  |   |                          |                          |                          |  |
|  | Zona Sur            |                     |                     |          | 1 | Libertadoras             | 1                        |                          |  |   |                          |                          |                          |  |
|  |                     |                     | 3                   | Astros   | 3 |                          |                          |                          |  |   |                          |                          |                          |  |
|  | 2                   | Panteras            | 3                   | Astros   | 3 | 1                        |                          |                          |  |   |                          |                          |                          |  |
|  | 2                   | Panteras            |                     |          |   |                          |                          |                          |  |   |                          |                          |                          |  |
|  | 3                   | Astros              | 3                   |          |   |                          |                          |                          |  |   |                          |                          |                          |  |
|  | 3                   | Astros              | 3                   |          |   |                          |                          |                          |  |   |                          |                          |                          |  |
|  |                     |                     |                     |          |   |                          |                          |                          |  |   |                          |                          |                          |  |

#### Semifinales de Zona

##### Zona Norte

###### (1)Fuerza Regia de Monterreyvs. (4)Plateras de Fresnillo
| 15 de junio, 20:00 | Fuerza Regia de Monterrey                                                          | 82–69                | Plateras de Fresnillo                                                          | Monterrey                           |  |
|                    | Parciales: 27-19, 18-17, 23-21, 14-12                                              |                      |                                                                                |                                     |  |
|                    | Estadísticas Khaalia Hillsman (20) V. Barriga, K. Hillsman (8) Macarena Rosset (7) | Reporte Pts Reb Asts | Estadísticas (22) Kamilah Jackson (15) Kamilah Jackson (6) Jessica Fairweather | Pabellón: Gimnasio Nuevo León Unido |  |

| 16 de junio, 20:00 | Fuerza Regia de Monterrey                                                | 95–82                | Plateras de Fresnillo                                                             | Monterrey                           |  |
|                    | Parciales: 26-24, 26-26, 24-16, 19-16                                    |                      |                                                                                   |                                     |  |
|                    | Estadísticas Khaalia Hillsman (25) Khaalia Hillsman (9) Alexis Jones (9) | Reporte Pts Reb Asts | Estadísticas (21) Kamilah Jackson (12) Kamilah Jackson (5) K. Jackson, F. Amén-Ra | Pabellón: Gimnasio Nuevo León Unido |  |

| 19 de junio, 20:00 | Plateras de Fresnillo                                                          | 56–106               | Fuerza Regia de Monterrey                                                    | Fresnillo                      |  |
|                    | Parciales: 8-26, 21-28, 14-25, 13-27                                           |                      |                                                                              |                                |  |
|                    | Estadísticas Jessica Fairweather (18) Kamilah Jackson (11) Kamilah Jackson (6) | Reporte Pts Reb Asts | Estadísticas (26) Alexis Jones (12) Khaalia Hillsman (6) R. Pérez, M. Rosset | Pabellón: Gimnasio Solidaridad |  |

###### (2)Adelitas de Chihuahuavs. (3)Halcones de Xalapa
| 15 de junio, 21:00 | Adelitas de Chihuahua                                                       | 96–70                | Halcones de Xalapa                                                | Chihuahua                                  |  |
|                    | Parciales: 19-13, 21-20, 33-25, 23-12                                       |                      |                                                                   |                                            |  |
|                    | Estadísticas Kristen Spolyar (26) Danielle Adams (11) D. Adams, O. Sarr (5) | Reporte Pts Reb Asts | Estadísticas (26) Kym Royster (6) Alexis Prince (4) Tiffany Brown | Pabellón: Gimnasio Manuel Bernardo Aguirre |  |

| 16 de junio, 21:00 | Adelitas de Chihuahua                                                      | 82–56                | Halcones de Xalapa                                                  | Chihuahua                                  |  |
|                    | Parciales: 21-15, 17-15, 24-10, 20-16                                      |                      |                                                                     |                                            |  |
|                    | Estadísticas Danielle Adams (24) D. Adams, O. Sarr (6) Kristen Spolyar (3) | Reporte Pts Reb Asts | Estadísticas (27) Alexis Prince (6) Alexis Prince (5) Tiffany Brown | Pabellón: Gimnasio Manuel Bernardo Aguirre |  |

| 19 de junio, 18:00 | Halcones de Xalapa                                                 | 69–84                | Adelitas de Chihuahua                                                     | Xalapa                                          |  |
|                    | Parciales: 29-11, 19-28, 9-27, 12-18                               |                      |                                                                           |                                                 |  |
|                    | Estadísticas Kym Royster (23) Alexis Prince (10) Tiffany Brown (8) | Reporte Pts Reb Asts | Estadísticas (25) Tanaya Atkinson (5) Tanaya Atkinson (7) Kristen Spolyar | Pabellón: Gimnasio de la USBI "Nido del Halcón" |  |

##### Zona Sur

###### (1)Libertadoras de Querétarovs. (4)Abejas de León
| 15 de junio, 20:30 | Libertadoras de Querétaro                                                | 97–94                | Abejas de León                                                       | Querétaro                                      |  |
|                    | Parciales: 27-28, 29-14, 18-26, 23-26                                    |                      |                                                                      |                                                |  |
|                    | Estadísticas Robyn Parks (30) Adut Bulgak (13) A. Bulgak, B. Jackson (5) | Reporte Pts Reb Asts | Estadísticas (28) Rodjanae Wade (10) Rodjanae Wade (6) Rodjanae Wade | Pabellón: Auditorio General José María Arteaga |  |

| 16 de junio, 20:30 | Libertadoras de Querétaro                                               | 81–84                | Abejas de León                                                      | Querétaro                                      |  |
|                    | Parciales: 20-26, 21-18, 21-20, 19-20                                   |                      |                                                                     |                                                |  |
|                    | Estadísticas Lyndra Weaver (28) Adut Bulgak (10) Briahanna Jackson (10) | Reporte Pts Reb Asts | Estadísticas (27) Jaterra Bonds (11) Rodjane Wade (5) Jaterra Bonds | Pabellón: Auditorio General José María Arteaga |  |

| 20 de junio, 19:15 | Abejas de León                                                       | 79–87                | Libertadoras de Querétaro                                                  | León                       |  |
|                    | Parciales: 26-23, 13-24, 25-18, 15-22                                |                      |                                                                            |                            |  |
|                    | Estadísticas Jaterra Bonds (31) Rodjanae Wade (15) Jaterra Bonds (7) | Reporte Pts Reb Asts | Estadísticas (28) Briahanna Jackson (13) Robyn Parks (5) Briahanna Jackson | Pabellón: Domo de la Feria |  |

| 21 de junio, 19:15 | Abejas de León                                                       | 85–80                | Libertadoras de Querétaro                                            | León                       |  |
|                    | Parciales: 16-19, 23-16, 25-27, 21-18                                |                      |                                                                      |                            |  |
|                    | Estadísticas Jaterra Bonds (26) Rodjanae Wade (17) Jaterra Bonds (7) | Reporte Pts Reb Asts | Estadísticas (26) Lyndra Weaver (14) Kai James (8) Briahanna Jackson | Pabellón: Domo de la Feria |  |

| 24 de junio, 20:30 | Libertadoras de Querétaro                                          | 78–68                | Abejas de León                                                       | Querétaro                                      |  |
|                    | Parciales: 19-19, 26-16, 15-15, 18-18                              |                      |                                                                      |                                                |  |
|                    | Estadísticas Robyn Parks (22) Kai James (13) Briahanna Jackson (6) | Reporte Pts Reb Asts | Estadísticas (22) Jaterra Bonds (13) Rodjanae Wade (8) Jaterra Bonds | Pabellón: Auditorio General José María Arteaga |  |

###### (2)Panteras de Aguascalientesvs. (3)Astros de Jalisco
| 15 de junio, 20:30 | Panteras de Aguascalientes                                                                | 71–74                | Astros de Jalisco                                                                                 | Aguascalientes                       |  |
|                    | Parciales: 20-17, 20-21, 13-21, 18-15                                                     |                      |                                                                                                   |                                      |  |
|                    | Estadísticas S. Coffee, S. Füehring (22) Rennia Davis (12) I. Jākobsone, A. Rodríguez (5) | Reporte Pts Reb Asts | Estadísticas (21) Nadia Fingall (7) N. Fingall, J. Adams (3) P. Rodríguez, I. Gladkova, A. Carter | Pabellón: Auditorio Hermanos Carreón |  |

| 16 de junio, 20:30 | Panteras de Aguascalientes                                                | 69–85                | Astros de Jalisco                                                    | Aguascalientes                       |  |
|                    | Parciales: 19-20, 22-25, 10-23, 18-17                                     |                      |                                                                      |                                      |  |
|                    | Estadísticas Samantha Füehring (26) Shannon Cofee (11) Ilze Jākobsone (5) | Reporte Pts Reb Asts | Estadísticas (24) Iulia Gladkova (10) Nadia Fingall (6) Arica Carter | Pabellón: Auditorio Hermanos Carreón |  |

| 19 de junio, 15:00 | Astros de Jalisco                                                 | 73–86                | Panteras de Aguascalientes                                                 | Guadalajara            |  |
|                    | Parciales: 20-19, 7-27, 28-24, 18-14                              |                      |                                                                            |                        |  |
|                    | Estadísticas Arica Carter (18) Nadia Fingall (9) Arica Carter (5) | Reporte Pts Reb Asts | Estadísticas (28) Ángela Rodríguez (11) Rennia Davis (6) Samantha Füehring | Pabellón: Arena Astros |  |

| 20 de junio, 15:00 | Astros de Jalisco                                                | 77–68                | Panteras de Aguascalientes                                                 | Guadalajara            |  |
|                    | Parciales: 23-23, 14-13, 16-11, 24-21                            |                      |                                                                            |                        |  |
|                    | Estadísticas Nadia Fingall (23) Joy Adams (12) Nadia Fingall (6) | Reporte Pts Reb Asts | Estadísticas (23) Samantha Füehring (14) Rennia Davis (5) Ángela Rodríguez | Pabellón: Arena Astros |  |

#### Finales de Zona

##### Zona Norte

###### (1)Fuerza Regia de Monterreyvs. (2)Adelitas de Chihuahua
| 26 de junio, 16:00 | Fuerza Regia de Monterrey                                            | 69–61                | Adelitas de Chihuahua                                                     | Monterrey                           |  |
|                    | Parciales: 17-13, 12-11, 10-16, 15-14 (T.E.: 15-7)                   |                      |                                                                           |                                     |  |
|                    | Estadísticas Kayla Jones (17) Khaalia Hillsman (12) Alexis Jones (6) | Reporte Pts Reb Asts | Estadísticas (20) Kristen Spolyar (8) Tanaya Atkinson (5) Tanaya Atkinson | Pabellón: Gimnasio Nuevo León Unido |  |

| 27 de junio, 20:00 | Fuerza Regia de Monterrey                                            | 78–83                | Adelitas de Chihuahua                                              | Monterrey                           |  |
|                    | Parciales: 23-29, 16-19, 19-20, 20-15                                |                      |                                                                    |                                     |  |
|                    | Estadísticas Destiny Pitts (18) Destiny Pitts (10) Alexis Jones (10) | Reporte Pts Reb Asts | Estadísticas (18) Danielle Adams (6) Lara González (6) Oumoul Sarr | Pabellón: Gimnasio Nuevo León Unido |  |

| 2 de julio, 17:00 | Adelitas de Chihuahua                                                         | 67–65                | Fuerza Regia de Monterrey                                             | Chihuahua                                  |  |
|                   | Parciales: 12-20, 17-21, 30-14, 8-10                                          |                      |                                                                       |                                            |  |
|                   | Estadísticas T. Atkinson, H. Ramírez (16) Oumoul Sarr (9) Tanaya Atkinson (5) | Reporte Pts Reb Asts | Estadísticas (23) Khaalia Hillsman (10) Kayla Jones (10) Alexis Jones | Pabellón: Gimnasio Manuel Bernardo Aguirre |  |

| 3 de julio, 19:00 | Adelitas de Chihuahua                                                  | 73–76                | Fuerza Regia de Monterrey                                            | Chihuahua                                  |  |
|                   | Parciales: 15-14, 23-23, 16-20, 19-19                                  |                      |                                                                      |                                            |  |
|                   | Estadísticas Danielle Adams (15) Danielle Adams (9) Hazel Ramírez (10) | Reporte Pts Reb Asts | Estadísticas (25) Khaalia Hillsman (11) Kayla Jones (8) Alexis Jones | Pabellón: Gimnasio Manuel Bernardo Aguirre |  |

| 6 de julio, 20:00 | Fuerza Regia de Monterrey                                         | 69–76                | Adelitas de Chihuahua                                                     | Monterrey                           |  |
|                   | Parciales: 19-27, 16-8, 13-13, 15-15 (T.E.: 6-13)                 |                      |                                                                           |                                     |  |
|                   | Estadísticas Alexis Jones (19) Alexis Jones (11) Alexis Jones (7) | Reporte Pts Reb Asts | Estadísticas (19) Danielle Adams (12) Jacqueline Luna (5) Tanaya Atkinson | Pabellón: Gimnasio Nuevo León Unido |  |

##### Zona Sur

###### (1)Libertadoras de Querétarovs. (3)Astros de Jalisco
| 27 de junio, 20:30 | Libertadoras de Querétaro                                          | 87–58                | Astros de Jalisco                                                                                  | Querétaro                                      |  |
|                    | Parciales: 26-11, 24-13, 16-19, 21-15                              |                      | |                                                |  |
|                    | Estadísticas Robyn Parks (21) Lyndra Weaver (10) Lyndra Weaver (6) | Reporte Pts Reb Asts | Estadísticas (14) Nadia Fingall (4) N. Fingall, M. Lara, L. Pérez, A. Carter (4) Paulina Rodríguez | Pabellón: Auditorio General José María Arteaga |  |

| 28 de junio, 20:30 | Libertadoras de Querétaro                                                        | 61–62                | Astros de Jalisco                                                                | Querétaro                                      |  |
|                    | Parciales: 16-18, 15-9, 9-15, 21-20                                              |                      |                                                                                  |                                                |  |
|                    | Estadísticas Briahanna Jackson (23) Briahanna Jackson (10) Briahanna Jackson (8) | Reporte Pts Reb Asts | Estadísticas (15) Joy Adams (9) Joy Adams (15) P. Rodríguez, A. Carter, J. Adams | Pabellón: Auditorio General José María Arteaga |  |

| 1 de julio, 20:00 | Astros de Jalisco                                             | 86–65                | Libertadoras de Querétaro                                                   | Guadalajara            |  |
|                   | Parciales: -, -, -, -                                         |                      |                                                                             |                        |  |
|                   | Estadísticas Arica Carter (21) Joy Adams (8) Arica Carter (5) | Reporte Pts Reb Asts | Estadísticas (18) Robyn Parks (7) Briahanna Jackson (3) L. Weaver, R. Parks | Pabellón: Arena Astros |  |

| 2 de julio, 18:00 | Astros de Jalisco                                                            | 94–58                | Libertadoras de Querétaro                                         | Guadalajara            |  |
|                   | Parciales: 32-14, 25-20, 12-14, 25-10                                        |                      |                                                                   |                        |  |
|                   | Estadísticas Arica Carter (29) N. Fingall, M. Lara (7) Paulina Rodríguez (4) | Reporte Pts Reb Asts | Estadísticas (14) Kai James (6) Diana Armas (4) Briahanna Jackson | Pabellón: Arena Astros |  |

#### Final

###### (2ZN)Adelitas de Chihuahuavs. (3ZS)Astros de Jalisco
| 9 de julio, 19:00 | Adelitas de Chihuahua                                                      | 68–61                | Astros de Jalisco                                                          | Chihuahua                                  |  |
|                   | Parciales: 14-19, 27-11, 12-17, 15-14                                      |                      |                                                                            |                                            |  |
|                   | Estadísticas Danielle Adams (19) D. Adams, J. Luna (8) Tanaya Atkinson (5) | Reporte Pts Reb Asts | Estadísticas (18) A. Carter, J. Adams (12) M. Lara, J. Adams (8) Joy Adams | Pabellón: Gimnasio Manuel Bernardo Aguirre |  |

| 10 de julio, 17:00 | Adelitas de Chihuahua                                                    | 61–67                | Astros de Jalisco                                                      | Chihuahua                                  |  |
|                    | Parciales: 13-16, 5-17, 17-10, 26-24                                     |                      |                                                                        |                                            |  |
|                    | Estadísticas Tanaya Atkinson (20) Danielle Adams (8) Kristen Spolyar (4) | Reporte Pts Reb Asts | Estadísticas (21) Arica Carter (10) N. Fingall, J. Adams (4) Joy Adams | Pabellón: Gimnasio Manuel Bernardo Aguirre |  |

| 13 de julio, 19:00 | Astros de Jalisco                                                     | 73–81                | Adelitas de Chihuahua                                               | Guadalajara            |  |
|                    | Parciales: 25-19, 7-20, 17-20, 24-22                                  |                      |                                                                     |                        |  |
|                    | Estadísticas Arica Carter (21) Joy Adams (11) A. Carter, J. Adams (4) | Reporte Pts Reb Asts | Estadísticas (19) Kristen Spolyar (9) Oumoul Sarr (6) Hazel Ramírez | Pabellón: Arena Astros |  |

| 14 de julio, 20:00 | Astros de Jalisco                                          | 73–67                | Adelitas de Chihuahua                                               | Guadalajara            |  |
|                    | Parciales: 19-13, 8-24, 18-21, 28-9                        |                      |                                                                     |                        |  |
|                    | Estadísticas Arica Carter (31) Joy Adams (9) Joy Adams (5) | Reporte Pts Reb Asts | Estadísticas (20) Oumoul Sarr (9) Tanaya Atkinson (4) Hazel Ramírez | Pabellón: Arena Astros |  |

| 16 de julio, 18:00 | Astros de Jalisco                                                    | 69–73                | Adelitas de Chihuahua                                                             | Guadalajara            |  |
|                    | Parciales: 18-21, 20-18, 15-12, 10-12 (T.E.: 6-10)                   |                      |                                                                                   |                        |  |
|                    | Estadísticas Iulia Gladkova (19) Nadia Fingall (17) Arica Carter (4) | Reporte Pts Reb Asts | Estadísticas (21) Tanaya Atkinson (11) Danielle Adams (4) T. Atkinson. H. Ramírez | Pabellón: Arena Astros |  |

| 19 de julio, 21:00 | Adelitas de Chihuahua                                                 | 62–68                | Astros de Jalisco                                                     | Chihuahua                                  |  |
|                    | Parciales: 19-19, 17-20, 13-11, 13-18                                 |                      |                                                                       |                                            |  |
|                    | Estadísticas Tanaya Atkinson (23) Oumoul Sarr (9) Tanaya Atkinson (6) | Reporte Pts Reb Asts | Estadísticas (21) Iulia Gladkova (12) Nadia Fingall (6) Nadia Fingall | Pabellón: Gimnasio Manuel Bernardo Aguirre |  |

| 20 de julio, 21:00 | Adelitas de Chihuahua                                              | 64–69                | Astros de Jalisco                                                  | Chihuahua                                  |  |
|                    | Parciales: 10-13, 19-21, 21-16, 14-19                              |                      |                                                                    |                                            |  |
|                    | Estadísticas Hazel Ramírez (13) Danielle Adams (7) Oumoul Sarr (4) | Reporte Pts Reb Asts | Estadísticas (23) Arica Carter (13) Nadia Fingall (7) Arica Carter | Pabellón: Gimnasio Manuel Bernardo Aguirre |  |

### Líderes
- Actualizado al 11 de junio de 2022.

#### Puntos
| Jugador           | Equipo       | Promedio |
| ----------------- | ------------ | -------- |
| Lyndra Weaver     | Libertadoras | 21.9     |
| Robyn Parks       | Libertadoras | 20.9     |
| Samantha Fuehring | Panteras     | 20.7     |
| Khaalia Hillsman  | Fuerza Regia | 20.3     |
| Kamilah Jackson   | Plateras     | 19.9     |

#### Rebotes
| Jugador          | Equipo       | Promedio |
| ---------------- | ------------ | -------- |
| Rodjanae Wade    | Abejas       | 14.9     |
| Kamilah Jackson  | Plateras     | 11.4     |
| Adut Bulgak      | Libertadoras | 10.4     |
| Khaalia Hillsman | Fuerza Regia | 9.9      |
| Rennia Davis     | Panteras     | 9.8      |

#### Asistencias
| Jugador           | Equipo       | Promedio |
| ----------------- | ------------ | -------- |
| Ilze Jākobsone    | Panteras     | 6.0      |
| Briahanna Jackson | Libertadoras | 5.6      |
| Alexis Jones      | Fuerza Regia | 5.5      |
| Jaterra Bonds     | Abejas       | 4.9      |
| Tiffany Brown     | Halcones     | 4.7      |

#### Robos
| Jugador                  | Equipo       | Promedio |
| ------------------------ | ------------ | -------- |
| Briahanna Jackson        | Libertadoras | 3.6      |
| Samirah Cheree Henderson | Plateras     | 3.0      |
| Joy Alexis Brown-Adams   | Astros       | 2.5      |
| Jordan Reynolds          | Halcones     | 2.2      |
| Khadija Brown            | Plateras     | 2.0      |

#### Bloqueos
| Jugador                   | Equipo       | Promedio |
| ------------------------- | ------------ | -------- |
| Nadia Fingall             | Astros       | 1.0      |
| Alexis Prince             | Halcones     | 0.9      |
| Adut Bulgak               | Libertadoras | 0.8      |
| Adrienne Williams GodBold | Halcones     | 0.8      |
| Elissa Cunane             | Halcones     | 0.7      |

### Lo Mejor de lo Mejor
| Distinción                      | Ganador                                        |
| ------------------------------- | ---------------------------------------------- |
| Novata del Año                  | Amber Ramírez (Fuerza Regia)                   |
| Compromiso Social               | María Fernanda Carrillo Rodríguez (Abejas)     |
| MVP Mexicana                    | Claudia Ramos Gutiérrez (Astros)               |
| MVP Extranjera                  | Lyndra Littles (Libertadoras)                  |
| Entrenador del Año (Zona Norte) | Juan José Pidal Grassia (Fuerza Regia)         |
| Entrenador del Año (Zona Sur)   | Sando Orlando (Libertadoras)                   |
| Equipo Ofensivo (Zona Norte)    | Fuerza Regia de Monterrey (1390pts, 86.8prom)  |
| Equipo Ofensivo (Zona Sur)      | Panteras de Aguascalientes (1355pts, 84.6prom) |
| Equipo Defensivo (Zona Norte)   | Adelitas de Chihuahua (1079pts, 67.4prom)      |
| Equipo Defensivo (Zona Sur)     | Astros de Jalisco (1172pts, 73.2prom)          |
| MVP Final                       | Arica Derris Carter (Astros)                   |

 =  Cuenta con nacionalidad mexicana. 

#### Equipos Ideales
| Zona Norte       |              |                        |
| Nombre           | Equipo       | Estadísticas           |
| Khaalia Hillsman | Fuerza Regia | 20.5PPJ 10.4RPJ 0.6APJ |
| Destiny Pitts    | Fuerza Regia | 7.7PPJ 8.3RPJ 3.17APJ  |
| Kristen Spolyar  | Adelitas     | 4.1PPJ 5.9RPJ 0.6APJ   |
| Tiffany Brown    | Halcones     | 17.3PPJ 6.9RPJ 2.6APJ  |
| Khadija Brown    | Plateras     | 15.8PPJ 3.5RPJ 4.5APJ  |

| Zona Sur          |              |                       |
| Nombre            | Equipo       | Estadísticas          |
| Lyndra Weaver     | Libertadoras | 23.7PPJ 8.9RPJ 3.1APJ |
| Robyn Parks       | Libertadoras | 21.4PPJ 6.1RPJ 2.2APJ |
| Samantha Füehring | Panteras     | 19.6PPJ 7.6RPJ 3.3APJ |
| Julia Gladkova    | Astros       | 16.8PPJ 4.2RPJ 2.2APJ |
| Jaterra Bonds     | Abejas       | 16.9PPJ 4.4RPJ 4.5APJ |

#### Mexicanas Destacadas
| Zona Norte                     |              |
| Nombre                         | Equipo       |
| Raina Pérez                    | Fuerza Regia |
| María Begoña Faz Dávalos       | Fuerza Regia |
| Jacqueline Luna Castro         | Adelitas     |
| Sandra Saide Vargas Peraza     | Adelitas     |
| Paola Evelyn Beltrán Araujo    | Halcones     |
| Karla Kasandra Hernández Silva | Halcones     |
| Sandra Adelita Piñera Cerrillo | Plateras     |
| Elaine Saldaña Hernández       | Plateras     |

| Zona Sur                             |              |
| Nombre                               | Equipo       |
| Irlanda Monserrat Castañeda Martínez | Libertadoras |
| Yareni Itzel Aguilar Arreola         | Libertadoras |
| Karla Alejandra Martínez Hidalgo     | Panteras     |
| Ángela Rodríguez                     | Panteras     |
| Claudia Ramos Gutiérrez              | Astros       |
| Paulina Rodríguez Meza               | Astros       |
| Dana Samantha Soto Antillón          | Abejas       |
| Micheline González Portillo          | Abejas       |

 =  Cuenta con nacionalidad mexicana. 